# Râul Oniga
Râul Oniga este un curs de apă, afluent al râului Jgheabul Cherecului. 

## Hărți
- Gyilkos-tó és környéke - Dimap, Budapest
- Harta Munții Hășmaș  Arhivat în 26 iunie 2008, la Wayback Machine.